# Basem Darwisch
Pour les articles homonymes, voir Darwich.
 (février 2019).
 (février 2019).

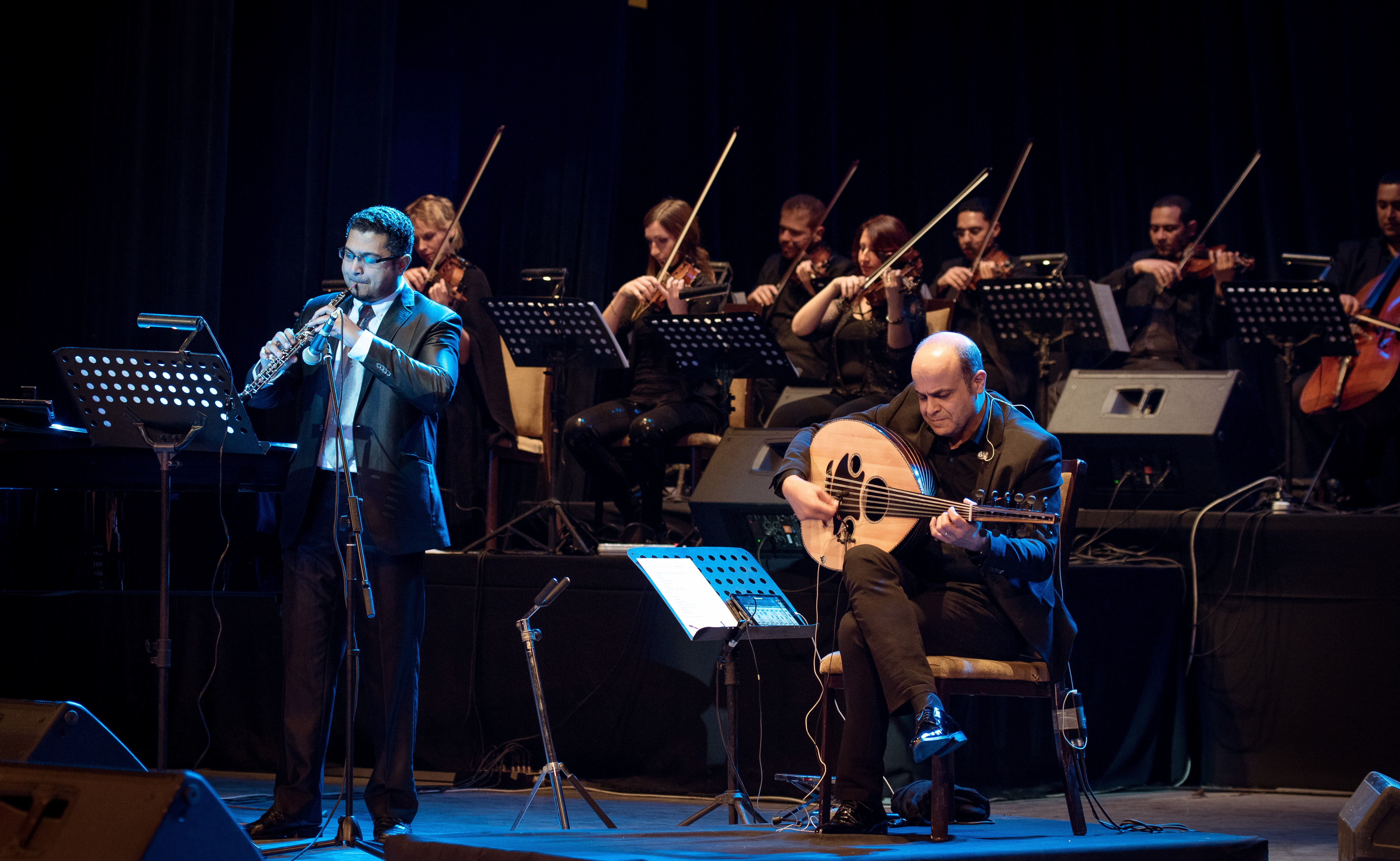
Bassem Darwish avec Cairo Steps lors d'un concert à Damanhour Opera

Bassem Darwisch né en avril 1966 est un interprète et compositeur égyptien basé en Allemagne et fondateur de Cairo Steps.

## Biographie
Basem Darwisch né en 1966 dans la ville de Bani Mazar, dans la province de Minya. Il a grandi dans une maison copte peuplée de voisins mystiques musulmans, aimant la musique et s'instruisant à l'église de Beni Mazar. Il vivait dans une atmosphère de multiples cultures religieuses,,. 
Il apprend l'allemand à la faculté d'Al-Alsun, à l'université Ain Shams. Il étudie ultérieurement l’égyptologie et les sciences islamiques à l’Université de Heidelberg, en Allemagne, et obtient également un diplôme en administration des affaires dans l’aviation de l’IATA.

## Musique
Son parcours artistique a commencé, à 10 ans, avec son oncle. Il étudie ensuite avec le révérend David Al-Qamas Youssef Waferah Wajih au Palais de la culture de Minya. 
Reconnu pour son style, associant l'improvisation jazz et des mélodies arabes nubiennes et rythmes traditionnels, il devient l’un des spécialistes de la musique égyptienne les plus recommandés en Europe, avec une expérience de joueur de oud, de producteur et de consultant musical. 
Il travaille initialement avec des musiciens folkloriques du Nil, et avec Hejazi Mtagal à Salamat jusqu'en 1990. En 2002, basé en Allemagne, il fonde le groupe Cairo Steps, un groupe de musiciens multiculturel, avec le pianiste allemand Matthias Frey. Il  enregistre Strawberry avec Mohammed Munir en 2003 et joue avec la chanteuse soudanaise Salmi Abdel Radhi dans l'album Delta Delta produit par la société allemande Perania. Il travaille aussi avec Fathi Salama, musicien primé aux Grammy Awards, avec Hassan El Shafei et Munir. 
Il se produit dans de multiples concerts, notamment avec David Orlowsky Trio, avec Quadro Nuevo. Il joue à l'opéra de Hambourg, à l'opéra du Caire, à l'opéra d'Alexandrie et à l'opéra de Damanhour, ainsi qu'aux théâtres de la cathédrale de cristal de Los Angeles et du théâtre Saint John à New York.

## Principales productions
- Route de la soie (album).
- Oud Lounge
- Arabiskan (album), 2014.
- Genosine no 1 - Gnossienne no 1 (Simple avec Cheikh Ihab Younis), 2017.
- Tapis volant (album avec Cuadro Nuevo).

## Titres et récompenses
Darwish est nommé ambassadeur de la musique égyptienne en Allemagne  et s'est vu décerner le prix Golden Jazz Award allemand avec les Cairo Steps pour The Flying Carpet en 2018 ,,

## Famille
Il a épousé une femme allemande et a travaillé comme administrateur dans une compagnie aérienne en Allemagne. 